# Bitwa pod Intombe
Bitwa nad Intombe – starcie zbrojne, które miało miejsce 12 marca 1879 w czasie wojny brytyjsko-zuluskiej. Bitwa zakończyła się zwycięstwem Zulusów.

## Przebieg
W końcu lutego 1879 z miejscowości Lydenburg został wysłany konwój z amunicją dla wysuniętej brytyjskiej placówki w Lünebergu (ob. północno-wschodnia część Południowej Afryki). Z powodu niesprzyjającej pogody konwój, w sile osiemnastu furmanek z zaopatrzeniem i jednej kompanii piechoty, utknął kilka mil od celu nad rzeką Intombe. Część konwoju zdołała przejść na drugi brzeg, ale kilka wozów uwięził na brzegu lub w rzece wysoki poziom wody i przez kilka dni starano się je przeprowadzić do reszty konwoju. Akcją tą dowodził kpt. David Moriarty, wyznaczony przez głównodowodzącego – majora Charlesa Tuckera, który już wcześniej z pozostałymi trzema kompaniami dotarł do Lünebergu. 11 marca major Tucker zorganizował konwój w szyk taborowy (kształtem przypominał literę „V” opartą o brzeg rzeki) i powrócił do miasta. Rzeka jednak jeszcze tego samego dnia opadła, powodując sporą lukę pomiędzy konwojem a nowym brzegiem. Dodatkowo obrona została osłabiona przez odesłanie 30 ludzi na drugą stronę Intombe.
W nocy z 11 na 12 marca widoczność była bardzo słaba, ale Brytyjczycy zlekceważyli to podobnie jak nieco później wystrzał z karabinu w pobliżu ich obozu. Tymczasem ok. 5 rano jeden ze strażników na przeciwległym brzegu dostrzegł podkradających się pod obóz wojowników zuluskich. Wszczęty alarm nie zdał się na wiele, gdyż Zulusi błyskawicznie wdarli się do obozu i żołnierze zostali otoczeni ze wszystkich stron. W powszechnym bezładzie Brytyjczycy nie zdołali sformować się w szyku i zostali zmasakrowani. Dowodzący w obozie kpt. Moriarty zdołał stawić opór, ale szybko został trafiony assegai i zmarł. Podobno jego ostatnie słowa brzmiały: „Już po mnie. Strzelajcie, chłopcy”. Rozkaz zdołało wykonać jednak tylko kilku podwładnych i wkrótce później „bitwa” była skończona.
Nielicznym Brytyjczykom udało się przepłynąć rzekę pod osłoną wartowników z przeciwległego brzegu. Widząc zagładę całej kompanii, zastępca maj. Tuckera, porucznik Henry Harward, rozkazał natychmiastowy odwrót wszystkich ocalałych. Sam porucznik – nie czekając na wykonanie rozkazu – uciekł do Lünebergu. Zulusi tymczasem zaczęli przeprawiać się przez Intombe. Wycofującymi się ocalałymi – w liczbie ok. 40 –dowodził sierżant Anthony Clarke Booth. Zulusi kontynuowali pościg na odległość ok. 3 km od rzeki, jednak ostrzeliwani przez Brytyjczyków nie zdołali dogonić ocalałych. Podczas pościgu zginęli jedynie czterej żołnierze, którzy oddzielili się od reszty.

## Skutki
Zulusi przejęli całą pozostawioną przy rzece amunicję i zapasy, a wozy zniszczyli. Powiadomiony o wszystkim przez por. Harwarda, maj. Tucker zebrał kilkuset żołnierzy i wyruszył z miasta, ale gdy dotarł na miejsce starcia, zobaczył już tylko odchodzących w oddali Zulusów. W obozie Brytyjczycy znaleźli jednego żywego żołnierza, który cudem zdołał uciec w dół rzeki, oraz dwóch czarnoskórych furmanów. Nikt więcej nie przeżył.
Bitwa wykazała, że brytyjskie linie zaopatrzenia są powolne, a wojsko jest od nich całkowicie uzależnione. Kolejne zuluskie ataki w tę lukę mogłyby zaś w przyszłości całkowicie uniemożliwić działalność brytyjskim oddziałom na większym terenie.
Porucznik Harward niespodziewanie uniknął procesu za porzucenie swoich żołnierzy na polu bitwy, ale jego dalsza kariera w wojsku została przekreślona i zrzekł się swojego patentu oficerskiego w maju 1880. Z kolei sierżant Booth, za wykazane męstwo, został odznaczony Krzyżem Wiktorii.